# André van der Zande
Adrianus Nicodemus (André) van der Zande (Vlaardingen, 1 augustus 1952) is een Nederlands bioloog, voormalig topambtenaar en hoogleraar en directeur-generaal van het RIVM.

## Biografie
Van der Zande voltooide een studie biologie aan de Rijksuniversiteit Leiden. Philip Henry Kuenen was er een van zijn docenten. Hij promoveerde in 1984 op een proefschrift over het spanningsveld tussen recreatie en vogelbescherming. Na zijn studie werkte hij onder meer bij de Provincie Gelderland, Staatsbosbeheer, als directeur bij het Wageningse onderzoeksinstituut Alterra, als directeur-generaal en secretaris-generaal bij het Ministerie van Landbouw, Natuur en Voedselkwaliteit, het Ministerie van Binnenlandse Zaken en Koninkrijksrelaties en als directeur-generaal bij het RIVM.
Naast zijn ambtelijke werkzaamheden werd hij in 2005 voor een termijn van 4 jaar aangesteld als Belvedere-hoogleraar Ruimtelijke Planning en Cultuurhistorie aan Wageningen Universiteit, aan de leerstoelgroep Ruimtelijke Planning van prof. dr. Arnold van der Valk. Hij verzorgde daar onderwijs en begeleidde enkele promovendi. Eric Luiten en Jan Kolen waren de andere twee Belvedere-hoogleraren, respectievelijk aan de Technische Universiteit Delft en de Vrije Universiteit.
André van der Zande is momenteel voorzitter van de Supervisory Council van Wetlands International, lid van de Raad voor de leefomgeving en infrastructuur.en plv voorzitter van de Council van de stichting Nature For Health. Met ingang van 15 oktober 2022 werd hij benoemd tot Ambassadeur Natuurinclusief om uitvoering te geven aan de Agenda Natuurinclusief 1.0.
Prof. dr. André van der Zande is Officier in de Orde van Oranje-Nassau. Hij is gehuwd en heeft twee dochters.

## Promovendi
- Roel During (2010)

## Publicaties (selectie)[5]

### Over Verstoring en recreatie
- Udo de Haes, H.A. en A.N. van der Zande (1977). Recreatie en natuurbehoud in de duinen. Recreatie 7/1977, 15e jaargang, pp. 157-173.
- Zande, A.N. van der (1979). Rapport over recreatie in Meijendel. Duin 2 (3), pp. 21-24.
- Zande, A.N. van der, T. van Tilburg, A.J. Poppelaars en H.A. Udo de Haes (1980). Recreatie en broedvogels; hoe komen we verder? Recreatievoorzieningen 1980 (6), p.295.
- Zande, A.N. van der, W. J. ter Keurs & W.J. van der Weijden (1980). The impact of roads on the densities of four bird species in an open field habitat – evidence of a long distance effect. Biological Conservation 18 (1980), pp. 299-231.
- Zande, A.N. van der (1981). Watersport in natuur en landschap – Heeft de ANWB werkelijk begrip voor de natuurbescherming? Recreatievoorzieningen 1981 nr. 2, p. 75.
- Zande, A.N. van der & Wim J. ter Keurs (1981). Nestkasten en natuurbeschermingsonderzoek – over het gebruik van nestkasten bij het onderzoek naar effecten van openluchtrecreatie op broedvogels. Het Vogeljaar jaargang 29 (5) (1981), pp. 239-247.
- Poppelaars, A.J., A.N. van der Zande, W.J. ter Keurs (1982). Verspreidingspatronen van recreanten in grote gebieden. – Een tel- en analyseprobleem. Recreatievoorzieningen 1982 nr. 5, 233-237.
- Verstrael, Theo, Wim ter Keurs, André van der Zande & Wouter van der Weijden (1983). De verstoring van weidevogelpopulaties door wegen. Het Vogeljaar jaargang 31 (3) 1983, pp. 138-151.
- Zande, A.N. van der en P. Vos (1984): Impact of a semi-experimental increase in recreation intensity on the densities of birds in groves and hedges on a lake shore in The Netherlands. Biological Conservation 30, pp. 237-259.
- Zande, A.N. van der, J.C. Berkhuizen, H.C. van Latesteijn, W.J. ter Keurs & A.J. Poppelaars (1984). Impact of outdoor recreation on the density of a number of 2 breeding bird species in woods adjacent to urban residential areas. Biological Conservation 30, pp.1-39.
- Zande, A.N. van der (1984). Outdoor recreation and birds: conflict or symbiosis? Proefschrift Rijksuniversiteit Leiden, 269 pp. (18 oktober).
- Zande, A.N. van der, A.J. Poppelaars en W.J. ter Keurs (1985). Distribution patterns of visitors in large areas – a problem of measurement and analysis. Leisure Studies 4, pp.85 – 100.
- Zande, A. N. van der en T.J. Verstrael (1985). Impact of outdoor recreation upon nest – site choice and breeding success of the kestrel. Ardea 73, pp. 90-99.

### Over Natuurbeleid en Beleidsinstrumenten Landelijk Gebied
- Weijden, W.J. van der m.m.v. G.J. Baaijens, P.E. de Jongh, W.J. ter Keurs, H.A. Udo de Haes en A.N. van der Zande (1977). Het dilemma van de nationale landschapsparken. Reeks “Natuur en Milieu” nr. 9, uitgave Stichting Natuur en Milieu, 1977, 64 pp.
- Weijden, W.J. van der , W.J. ter Keurs and A.N. van der Zande (1978). Nature Conservation & agricultural policy in the Netherlands. Ecologist Quarterly; Winter 1978, Vol. 1, pp. 317-335.
- Weijden, W.J. van der, W.J. ter Keurs et A.N. van der Zande (1979). Pays-Bas: Conservation de la nature et politique agricole aux Pays-Bas – Tendences, conflicts et alternatives. Nouvelles de l’Ecodevelopment No.9 (juin 1979), pp. 9-14.
- Werkgroep Kritische Biologie (1979). Milieu-effectrapportering: kritiek en een alternatief. MD-Thema (mei 1979).
- Weijden, W.J. van der and A.N. van der Zande (1980). Ecological Evaluation – controversy among Dutch scientists. International Journal of Environmental Studies, 1980, Vol. 15, pp. 62-65;
- Zande, A.N. van der (1980). Kan de ecologie de MER eigenlijk wel aan? WLOmededelingen 7 (1980) 3, pp. 81-84.
- Werkgroep Kritische Biologie (1980). Liever geen mer dan slechte mer. De onvermoede gevaren van milieu-effectrapportering. Natuur en Milieu 80/4/pp.27-31.
- Zande, A.N. van der, et al. (1981). Evaluation of ecological data for planning – insights from controversies in the Netherlands and Belgium. Meded. van de Werkgem. Landschapsecol. Ond., 8 (1), 16-23.
- Bol, J.P.M. en A.N. van der Zande (1981). Wat valt er van de milieueffectrapportering te verwachten?. In : P.Nijkamp, H.E. van der Veen en P. Winkel (eds.). Milieu-effectrapportering. Van Gorcum, Assen, 1981.
- Zande, A.N. van der (1986). Milieuvriendelijker landbouw. Bedrijfsontwikkeling jaargang 17 (1986) 6/7, pp.212-216.
- Zande, A.N. van der en C.J. Kalden (1989). Natuurbeleid en landinrichting. Landinrichting 1989/29 5, pp.9-15.
- Wolters, A.R. en A.N. van der Zande (1990). Nieuwe ontwikkelingen en uitdagingen in het natuurbeschermingsrecht. Tijdschrift voor Milieu en Recht (juli/augustus) 1990/7/8, pp 306-318.
- Zande, A.N. van der (1990). De betekenis van het wegbermbeheer in het natuurbeleid. In: Wegbermen. Betekenis voor vegetatie en fauna. H.Heemsbergen, K.V. Sykora en A.P. Schaffers (eds.). Vakgroep Vegetatiekunde, Plantenoecologie en Onkruidkunde;

LUW. Adviersgroep Vegetatiebeheer; Min. LNV. Wageningen, 1991.
- Zande, A.N. van der (1991). Het natuurbeleidsplan en de historische buitenplaatsen. De Woonstede door de eeuwen heen.1ste kwartaal – maart 1991, pp.88-97.
- Zadelhoff, F.J. van en A.N. van der Zande (1991).Natuurbeleidsplan en onderzoek. Landschap 1991, 8/1. pp.59-73.
- Zande, A.N. van der and A.R. Wolters (1993). Nature Conservation in the Netherlands. In : Manual of European Environmental Law. Section: Biodiversity and the Protection of Nature. Eds. A. Kiss & D. Shelton. CRE Copernicus and Cambridge Grotius Publicationa Limited. pp.148-159.
- Zande, A.N. van der (1993). Structuurschema Groene Ruimte: woekeren met ruimte. Bodem, jaargang 3, nummer 3, pp. 99.
- Zande, A.N. van der (2004). Tussen Onland en Verwonderland. Over passie voor Natuur en Landschap. 6e Victor Westhoff-lezing gehouden op 1 april 2004. Universitair Centrum voor Milieuwetenschappen en Duurzame Ontwikkeling (UCMDO). Nijmegen University Press ISBN 90 5710 1564.
- Zande, A.N. van der (2004). Belvedere werkt als tegenbeweging. Belvedere Nieuws Jaargang 8 (september 2004), 22, p.6 –9.